# Mylabris deferreri
Mylabris deferreri là một loài bọ cánh cứng trong họ Meloidae. Loài này được Ruiz & García-París miêu tả khoa học năm 2004.